# МАЗ-5429
МАЗ-5429 — советский крупнотоннажный грузовой автомобиль, выпускавшийся на Минском автомобильном заводе с 1977 по 1990 год.

## Описание
Ключевыми новшествами модернизированных машин по сравнению с предшественником стали тормоза с раздельным по осям приводом и фары головного света, перенесённые ниже по новому ГОСТ 8769—75 и правилам ЕЭК ООН (европейским стандартам расположения фронтального освещения) — в бампер. На прежние места фар поставлены декоративные заглушки с поворотниками, обновлена облицовка радиатора.
Изменена начинка кабины — поменялись рычаги управления и руль, в котором впервые среди советских грузовых автомобилей стал устанавливаться сигнал (гудок), так как в предыдущих он был в виде спецшнура.

## Модификации
- МАЗ-504В (1976-1990) — седельный тягач. Модификация базового тягача МАЗ-5429. Предназначен для международных и междугородных перевозок в системе «Совтрансавто». Оснащался двигателем ЯМЗ-238.
- МАЗ-515Б (19??-19??) — седельный тягач. Представлял собой дальнейшее развитие седельного тягача МАЗ-515А. Кабина была применена от МАЗ-5335, использован новый бампер с прямоугольными фарами, как у МАЗ-5428.
- МАЗ-5428 (19??) — опытный седельный тягач с восьмицилиндровым двигателем.
- МАЗ-5429 (1977-1990) — седельный тягач. Дальнейшее развитие модели МАЗ-504А.
- МАЗ-5430 (1977-19??) — седельный тягач. Предназначен для работы с самосвальными полуприцепами. Дальнейшее развитие модели МАЗ-504Г. Модификация базового тягача МАЗ-5429.